# Sant Marc de Batlliu
Sant Marc de Batlliu es una entidad de población española del municipio de Artesa de Segre, perteneciente a la provincia de Lérida, en la comunidad autónoma de Cataluña. En 2022, tenía empadronados diez habitantes.